# Rationalisering (psychologie)
Rationalisering is een psychisch afweermechanisme. Het verschijnsel treedt op als iemand door verstandelijk en bewust redeneren tot een rechtvaardiging van zijn acties probeert te komen. Men tracht dus te bewijzen dat het gedrag rationeel en gerechtvaardigd is en vandaar waard is door hemzelf en anderen te worden goedgekeurd. Het maakt daarmee deel uit van een proces van morele ontkoppeling.
Het proces treedt bijvoorbeeld op als iemand te impulsief iets heeft gekocht en hier spijt van krijgt. Het ontstane schuldgevoel wordt dan via een onderbewust proces bestreden met rationele argumenten die moeten aantonen dat de impulsieve aankoop uiteindelijk toch terecht was ("ik had nou eenmaal snel een wasmachine nodig"). Ook als iemand bang is en dat later niet wil toegeven, kan rationalisering optreden.